# Haarby
Haarby is een plaats en voormalige gemeente in Denemarken.

## Voormalige gemeente
De oppervlakte bedroeg 79,72 km². De gemeente telde 5037 inwoners waarvan 2471 mannen en 2566 vrouwen (cijfers 2005).
Sinds 1 januari 2007 hoort de oud gemeente bij gemeente Assens.

## Plaats
De plaats Haarby telt 2423 inwoners (2007). De plaats ligt aan weg 329 op enkele kilometers ten zuiden van Glamsbjerg.